# L'amico di famiglia (film 1973)
L'amico di famiglia è un film del 1973 scritto e diretto da Claude Chabrol.
Il soggetto trae ispirazione da un fatto di cronaca reale, quello dei cosiddetti "amanti di Bourganeuf". Le allusioni partitiche troppo esplicite furono causa di una ritardata uscita del film, che sarà poi oggetto di polemiche e censure.
È stato presentato in concorso al Festival di Berlino, dove ha ricevuto il Premio Fipresci.

## Trama
Lucienne è la moglie del sindaco Paul Delamare. Lei aveva avuto molto giovane una figlia, Hélène, che ora vive con loro. Un giorno al marito viene consigliato di candidare nella sua lista Pierre Maury, perché potrebbe prendere voti nell'area politica avversa, di sinistra. Quando Lucienne e Pierre si incontrano nasce tra loro un amore passionale e giocoso. Pierre ha una moglie depressa e che si nega a lui, vivendo come una reclusa malata in casa. Paul invece è completamente preso dalla vita politica e disattento a moglie e alla di lei figlia, Hélène. Nessuna tensione sembra disturbare la coppia di amanti. Paul vince le elezioni, con grandissimo scarto di preferenze, anche grazie a Pierre, che nomina vicesindaco. I due amanti vivono la loro passione clandestinamente, ma senza pensiero, prima nei pressi di laghetti e boschi, poi, sempre con maggiore frequenza e stravaganze in posti diversi.
Pierre intanto è sempre più afflitto per la condizione senza gioia della moglie, che si sente anche in colpa per questa sua condizione avvilente di depressione e malattia. Quasi senza accorgersi finisce per avvelenarla. Tutti in paese pensano ad un suicidio, e a lui sembra di averla solo aiutata a finire una vita non desiderata. Quando confessa a Lucienne di averla avvelenata, lei è inizialmente sconvolta, ma infine accetta questa realtà. Qualcosa nella loro relazione cambia. Possono finalmente dormire insieme a casa di lui, ma c'è una nuova tristezza e devono anche stare attenti a non farsi scoprire nel piccolo paese.
Intanto indifferente a tutto, Paul escogita un piano per usare Pierre. Vuole comprarsi dei terreni per poi compiere una speculazione edilizia sopra, facendovi costruire sopra dei villaggi operai per una fabbrica di materie plastiche a cui dare concessione nei terreni che lui stessi cederà al Comune, passando da benefattore. Invita Pierre a colazione, a casa con Hélène e Lucienne. Hélène intuisce qualcosa e chiede alla madre se Pierre è il suo amante e la madre nega. Pierre finge di accettare la proposta di Paul, così che lui parta per Parigi per chiudere l'affare. In realtà vuole rimanere solo con Lucienne, a cui confida di non volersi prestare a questa truffa. Ma Paul ha intuito anche lui la relazione e usa l'adulterio della moglie a proprio vantaggio. Torna indietro e coglie in fallo Lucienne, la costringe a confessare tutto e poi svela di essere del tutto indifferente alla cosa. Sa di essere un pessimo amante, loro non dormivano nemmeno insieme. A lui interessa il potere e quindi loro possono continuare la loro relazione, l'importante è che Pierre faccia in consiglio comunale la proposta a cui tiene. Lucienne resta sconvolta da questa natura del marito. Per lei è intollerabile vivere così la relazione.
Decidono così di architettare un finto incidente. La polizia non è convinta della sua dinamica, ma per ragioni politiche la prefettura ordina di archiviare il caso. Tutto sembrerebbe risolto, ma la figlia di Lucienne teme che la madre sia una assassina e le chiede di dirle la verità su Pierre e su quei due omicidi. La madre le confessa che Pierre è il suo amante, ma che non sono due assassini. Questa confessione convince la figlia, ancora adolescente, a scrivere una lettera alla polizia perché discolpi la madre da ogni sospetto. L'esito della lettera è opposto e il caso viene riaperto, portando sia Pierre sia Lucienne alle manette.

## Produzione
Le riprese sono state effettuate a Valençay.

## Riferimenti ad altre opere
Il film si apre con una citazione dalla scena prima del quarto atto delle Eumenidi di Eschilo.
Minerva: "È difficile poter giudicare, quale mortale sarebbe in grado di farlo?”.»